# Alfred Kobzina
Alfred F. Kobzina (* 25. April 1928 in Wien; † 27. Juli 1998 ebenda) war ein österreichischer Jurist und Höchstrichter. Kobzina war ab 1968 Richter des österreichischen Verwaltungsgerichtshofs und von 1991 bis 1993 dessen Präsident.

## Werdegang
Der gebürtige Wiener Alfred Kobzina begann das Studium der Rechtswissenschaften an der Universität Wien und trat noch vor dessen Beendigung in den Bundesdienst ein. Er legte die juristischen Staatsprüfungen ab, während er im Dienst der Finanzlandesdirektion für Wien, Niederösterreich und das Burgenland stand. In dieser Zeit wurde er als Experte für Zollrecht bekannt, weshalb er in weiterer Folge ins Finanzministerium wechselte, wo Kobzina in der Legistik beschäftigt war.
Im Jahr 1956 wechselte Alfred Kobzina auf Wunsch des damaligen Nationalratspräsidenten Felix Hurdes in die Parlamentsdirektion. 1965 erfolgte dort die Ernennung zum Parlamentsrat. Etwa zur gleichen Zeit entstanden einige seiner bekannteren rechtswissenschaftlichen Arbeiten, die sich unter anderem mit dem Problem des freien Ermessens beschäftigten.
1968 wurde Alfred Kobzina zum Hofrat des Verwaltungsgerichtshofs ernannt und damit Richter an einem der drei österreichischen Höchstgerichte. Zwölf Jahre später, im Jahr 1980, stieg Kobzina am VwGH zum Senatspräsidenten auf. Im März 1989 wurde er zum Vizepräsidenten, im November 1990 schließlich zum Präsidenten des Verwaltungsgerichtshofes ernannt und damit Höchstgerichtspräsident. Aus gesundheitlichen Gründen musste Alfred Kobzina das Amt des VwGH-Präsidenten bereits 1993 abgeben und in den Ruhestand treten. Er verstarb am 27. Juli 1998 in Wien. Er wurde am Friedhof der Friedhof Mauer beigesetzt. Das Grab ist bereits aufgelassen.